# Anton Webern
Anton Friedrich Wilhelm (von) Webern (Wenen, 3 december 1883 – Mittersill, 15 september 1945) was een Oostenrijks componist en als leerling van Arnold Schönberg lid van de Tweede Weense School. Als zeer vooruitstrevend componist is zijn invloed op met name de naoorlogse avant-garde nauwelijks te overschatten.

## Levensloop
Webern wordt 3 december 1883 geboren in Wenen als zoon van de mijnbouwkundige Carl von Webern en zijn vrouw Amalie Geer. Het adellijk voorvoegsel "von" werd na de Eerste Wereldoorlog in Oostenrijk weggelaten, ofschoon Webern het in de jaren 30 en 40 wel weer gebruikte. In 1890 verhuist het gezin naar Graz en in 1894 naar Klagenfurt, waar hij piano- en cellolessen krijgt van Edwin Komauer en met zijn zusjes Maria (geb. 1881) en Rosa (geb. 1886) een cellotrio vormt.
Webern gaat in september 1902 muziekwetenschap studeren onder Guido Adler aan de Universiteit van Wenen. In 1906 promoveert hij op een dissertatie over de Choralis Constantinus van Renaissancecomponist Heinrich Isaac. De strikte manier van componeren en de virtuoze verschijningsvormen van polyfonie in diens muziek (en die van zijn tijdgenoten) zouden  zijn eigen werk diepgaand beïnvloeden.
Na een blauwe maandag bij Hans Pfitzner studeert hij compositie bij Arnold Schönberg, die een levenslange invloed zal blijken te zijn. In 1908, als zijn leermeester de atonaliteit al bereikt heeft, durft hij zijn werken voor het eerst van opusnummers te voorzien: Opus 1 is een passacaglia. Moeder Amalie is dan reeds overleden, op 7 september 1906, een voor Webern dramatische gebeurtenis die jarenlang, ongeveer tot en met Sechs Stücke Für Orchester op. 6 (1909), zijn werk zal kleuren.
Op 22 februari 1911 trouwt Webern met zijn nicht Wilhelmine Mörtl, waar hij tijdens een wandelvakantie in 1905 verliefd op is geworden. Op 9 april wordt in Berlijn hun dochter Amalie geboren en op 17 februari 1913 in Stettin dochter Maria. Op 17 oktober 1916, als Webern oorlogsvrijwilliger is, wordt zoon Peter in Wenen geboren en op 30 november 1919 dochter Christine. Eerder dat jaar, op 10 augustus, overlijdt zijn vader Carl. 
Omdat zijn eigen werk weinig gewaardeerd wordt, voorziet hij in zijn levensonderhoud vooral als dirigent en muziekdocent. De uitvoeringen van zijn minimale composities vallen niet op zoals dat bij Schönberg en Alban Berg wel het geval is. Deze twee componisten zullen later met Webern tot de boegbeelden worden gerekend van de Tweede Weense School. Die onbekendheid komt evenwel goed uit na de Anschluss van Oostenrijk bij nazi-Duitsland in 1938, want hoewel zijn als entartet bestempelde muziek meteen verboden wordt, wordt hij zelf niet vervolgd en kan hij in Oostenrijk blijven wonen en werken. Webern is mede daardoor na de oorlog en na zijn dood wel van nazi-sympathieën beschuldigd, maar dat is twijfelachtig. Zijn verhouding tot het nazisme is op zijn minst ambivalent te noemen. In zijn persoonlijke geschriften komen antisemitisch aandoende passages voor, maar Webern blijft ook openlijk bevriend met joodse collega's en componisten. Hij helpt hen soms ook bij door de oorlog ontstane moeilijkheden, hoewel zijn eigen financiële situatie sinds het einde van de jaren 30 uiterst penibel is.
Op 14 februari 1945 komt zoon Peter om het leven als de trein waar hij als soldaat in zit, wordt beschoten.
In maart 1945 verhuist Webern naar Mittersill in de Oostenrijkse deelstaat Salzburg, waar hij op 15 september 1945 per ongeluk wordt doodgeschoten.

## Overlijden[1]
Op de avond van 15 september 1945 ging Webern naar buiten om een sigaar te roken. Toevallig vond net een politie-operatie plaats om zijn schoonzoon Benno Mattel, een voormalig SS'er die verdacht werd van zwarthandel, te arresteren. Raymond Norwood Bell, een compagnieskok uit North Carolina, was een van de soldaten die aan de actie deelnamen. Bell hoorde iets buiten de kamer waarin ze Mattel vasthielden, ging op onderzoek uit, stuitte op Webern en vuurde drie schoten af. Webern werd naar binnen gedragen en overleed kort daarna op de sofa. Zijn laatste woorden waren: "Het is voorbij."
Bell verklaarde later dat hij door Webern, die toen 61 jaar was en verzwakt door de oorlogstoestand, was aangevallen. Tien jaar na het incident stierf Bell aan de gevolgen van langdurig overmatig alcoholgebruik, toegeschreven aan de schuld die hij voelde over wat er was gebeurd.

## Stijl
Van Weberns jeugdwerken, die nog geen opusnummer dragen, heeft vooral Im Sommerwind uit 1904 enige vermaardheid verworven. Het is een symfonisch gedicht voor een grotere orkestbezetting dan Webern ooit later heeft voorgeschreven en staat nog geheel in de traditie van de late romantiek. Het stuk werd in 1962, lang na Weberns dood, voor het eerst uitgevoerd. Sindsdien figureert het af en toe op de concertagenda's en is het ook een aantal malen op de plaat gezet.
Opus 1 en 2 zijn nog duidelijk tonale werken, maar al vrij snel pikte Webern de vrije atonaliteit op van zijn leermeester. De werken uit die periode zijn vaak ultrakort, net zoals bij Schönberg het geval was. Een drama als Erwartung heeft hij echter nooit geschreven.
Vanaf Op. 17 (1925) is zijn werk in het twaalftoonssysteem geschreven. De overgang van vrije atonaliteit naar dodecafonie is in het werk van Webern een zeer wezenlijke: anders dan bij Schönberg en Berg veranderde zijn stijl van componeren er radicaal door. De twaalftoonsrij is werkelijk de kern van het werk, die eindeloos contrapuntisch, canonisch en anderszins wordt bewerkt. De reeks bestaat vaak uit vier cellen van drie tonen die afzonderlijk gemanipuleerd worden en die weleens elkaars getransponeerde kreeft of omkering zijn. d-f-fis—b-bes-gis—cis-c-a—es-e-g is bijvoorbeeld een twaalftoonsrij die van Webern had kunnen zijn: het derde blokje van drie is de kreeft van het eerste blokje, het vierde blokje is er de omkeringskreeft van. De variatie was een van zijn favoriete compositievormen, naast de canon.
Wat, behalve de ongelofelijke strengheid, verder opvalt aan zijn werk, is de beknoptheid waarmee hij schreef. Als dirigent had hij dagelijks te maken met de kosmisch vormgegeven meesterwerken van Bruckner en Mahler, maar de enige symfonie die hij zelf heeft geschreven duurt niet langer dan tien minuten. Zijn totale gepubliceerde werk kan op één avond worden uitgevoerd.
Zijn doorbraak kwam pas na zijn dood, toen onder anderen Pierre Boulez, pionier van de seriële muziek, hem prees om de strikte manier waarop hij het twaalftoonssysteem toepaste, iets waar Schönberg hem juist om bekritiseerd had. Mensen van buiten de seriële wereld hebben zijn muziek vaak steriel en kil genoemd. Zelf vond hij echter dat zijn muziek goed in de Duitse muziektraditie paste en zeer beladen met emoties was.

## Laatste woorden
- Het is voorbij. Uitgesproken op de sofa in de huiskamer nadat hij was neergeschoten door een Amerikaanse soldaat.

## Lijst van composities
Opusnummers
- Op. 01: - Passacaglia voor orkest
- Op. 02: - "Entflieht auf Leichten Känen" (lied)
- Op. 03: - 5 George liederen
- Op. 04: - 5 George liederen
- Op. 05: - 5 bewegingen voor strijkkwartet
- Op. 06: - 6 stukken voor orkest
- Op. 07: - 4 stukken voor viool en piano
- Op. 08: - 2 Rilke liederen
- Op. 09: - 6 bagatellen voor strijkkwartet
- Op. 10: - 5 orkeststukken
- Op. 11: - 3 stukken voor cello en piano
- Op. 12: - 4 liederen
- Op. 13: - 4 liederen
- Op. 14: - 6 liederen
- Op. 15: - 5 liederen
- Op. 16: - 5 canons
- Op. 17: - 3 volksteksten
- Op. 18: - 3 liederen
- Op. 19: - 2 liederen
- Op. 20: - Strijktrio
- Op. 21: - Symfonie
- Op. 22: - Kwartet
- Op. 23: - Jone liederen
- Op. 24: - Concert
- Op. 25: - Jone liederen
- Op. 26: - "Das Augenlicht" (voor kamerorkest en koor)
- Op. 27: - Variaties voor piano
- Op. 28: - Strijkkwartet
- Op. 29: - Cantate no 1
- Op. 30: - Variaties voor orkest
- Op. 31: - Cantate no 2

Overige composities (chronologisch)
- 2 stukken voor cello en piano (1899)
- 3 gedichten (1899-1903)
- 8 vroege liederen (1901-1904)
- Avenarius liederen (1903-1904)
- "Im Sommerwind" voor orkest (1904)
- Langzame beweging voor strijkkwartet (1905)
- Strijkkwartet (1905)
- Rondo voor strijkkwartet (1906)
- Beweging voor piano (1906)
- Rondo voor piano (1906)
- Kwintet voor strijkers en piano (1907)
- 5 Dehmel liederen (1906-1908)
- 4 George liederen (1908-1909)
- 5 bewegingen voor strijkkwartet (1909)
- 3 stukken voor strijkkwartet (1913)
- 5 orkeststukken (1913)
- 3 liederen met orkestbegeleiding (1913-1914)
- Sonate voor cello (1914)
- Kinderstuk voor piano (1924)
- Stuk voor piano (1925)
- Beweging voor strijktrio (1925)

- Bibsys: 90075451
- Biblioteca Nacional de España: XX879441
- Bibliothèque nationale de France: cb13901057b (data)
- Catàleg d'autoritats de noms i títols de Catalunya: 981058517292306706
- CiNii: DA01566029
- Gemeinsame Normdatei: 118629786
- International Standard Name Identifier: 0000 0001 2123 9051
- Library of Congress Control Number: n79075510
- Nationale Bibliotheek van Letland: 000025414
- MusicBrainz: 7be0b588-030c-4904-836f-71ff43a2dfec
- Bibliotheek van het Japanse parlement: 00460385
- Nationale Bibliotheek van Tsjechië: jn20000605538
- Nationale Bibliotheek van Israël: 987007271496105171
- Nationale Bibliotheek van Polen: a0000001179498
- Nederlandse Thesaurus van Auteursnamen: 069333769
- RKD-Nederlands Instituut voor Kunstgeschiedenis: 294894
- Istituto Centrale per il Catalogo Unico: RAVV029840
- LIBRIS: 206346
- SNAC: w60c4vk3
- Système universitaire de documentation: 027194078
- Trove: 1224533
- Virtual International Authority File: 22329168
- WorldCat: E39PBJht9KW9qqjkMbPtXwbDbd